# Manus (prowincja)
Manus – prowincja Papui-Nowej Gwinei, obejmująca położony na północ od wybrzeża Nowej Gwinei archipelag Wysp Admiralicji. Zajmuje powierzchnię 2,0 tys. km², z czego większość przypada na główną wyspę Manus (1639 km²), od której swoją nazwę wzięła cała prowincja. Prowincja Manus jest najmniejszą pod względem powierzchni prowincją Papui-Nowej Gwinei. Ośrodkiem administracyjnym jest miasto Lorengau (5,8 tys., 2000).